# Dufourea australis
Dufourea australis là một loài Hymenoptera trong họ Halictidae. Loài này được Michener mô tả khoa học năm 1937.